# أليساندرا فيري
أليساندرا فيري (بالإيطالية: Alessandra Ferri) (مواليد 1963) راقصة باليه إيطالية، هي الراقصة الأساسية في مسرح الباليه الأمريكي في نيويورك، وكذلك في فرقة البالية لمسرح لا سكالا بميلانو، وتقوم بالعديد من العروض حول العالم. 
تقاعدت في عام 2007 بعد مسيرة في عروض البالية امتدت لإثنتين وعشرين عاما عن عمر ناهز الأربع والأربعين، بعرض مع عمل كينث ماكميلان روميو وجولييت في دار أوبرا متروبوليتان. عرفت على مستوى العالم كواحدة من أفضل الراقصات في القرن العشرين.
لفيري ابنتان هما ماتيلد وايما واللتان شاركتا أمهما على المسرح في أدائها الوداعي. ووالدهم هو المصور الإيطالي فابريزيو فيري وجميعهم يقيمون في نيويورك.

## المسيرة المهنية
ولدت أليساندرا فيري في مدينة ميلانو في إيطاليا، حيث درست رقص الباليه في لاسكالا حتى سن 15، والتحقت بعدها بمدرسة الباليه الملكية في لندن. وفي عام 1980 فازت بجائزة بري دو لوزون، مما سمح لها بإكمال الدراسة في المعهد الملكي عبر منحة دراسية.
انضمت في عام 1980 لفرقة المعهد الملكي، وأصبحت الراقصة الرئيسة في عام 1984. في عام 1985 دعيت لتكون الراقصة الرئيسة في مسرح الباليه الأمريكي من قبل المخرج الفني للمسرح ميخائيل باريشنيكوف.
في عام صيف 1989 ظهرت في عرض مع باليه مارسيليا الوطنية، حيث رقصت في عرض مصمم الرقصات غولان بيتيه لو دوبليه أمو، والذي صمم خصيصا لها. كما قامت بعدها بتقديم الكثير من عروضه.